# Antinomismus
Der Begriff Antinomismus (altgriechisch ἀντί anti ‚gegen‘, νόμος nomos ‚Gesetz‘; sinngemäß „Unvereinbarkeit von Gesetzen“) steht in der Philosophie zum einen für eine grundsätzliche, anarchistische Gegnerschaft zu Gesetz und Gesetzlichkeit.
Andererseits ist er eine weniger gebräuchliche Bezeichnung für den Widerspruch zwischen zwei Prinzipien oder Gesetzen, die sich zwar gleich gut begründen lassen, einander aber ausschließen, siehe Antinomie.
In der Theologie bezeichnet der Begriff eine Lehre, die die Bindung an das alttestamentarische Gesetz, insbesondere das Mosaische Gesetz, verneint und die menschliche Glaubensfreiheit und göttliche Gnade betont.
Bildungssprachlich kann er schließlich die gezielte Verletzung eines gesellschaftlichen Tabus bedeuten.